# BYD Sealion 06

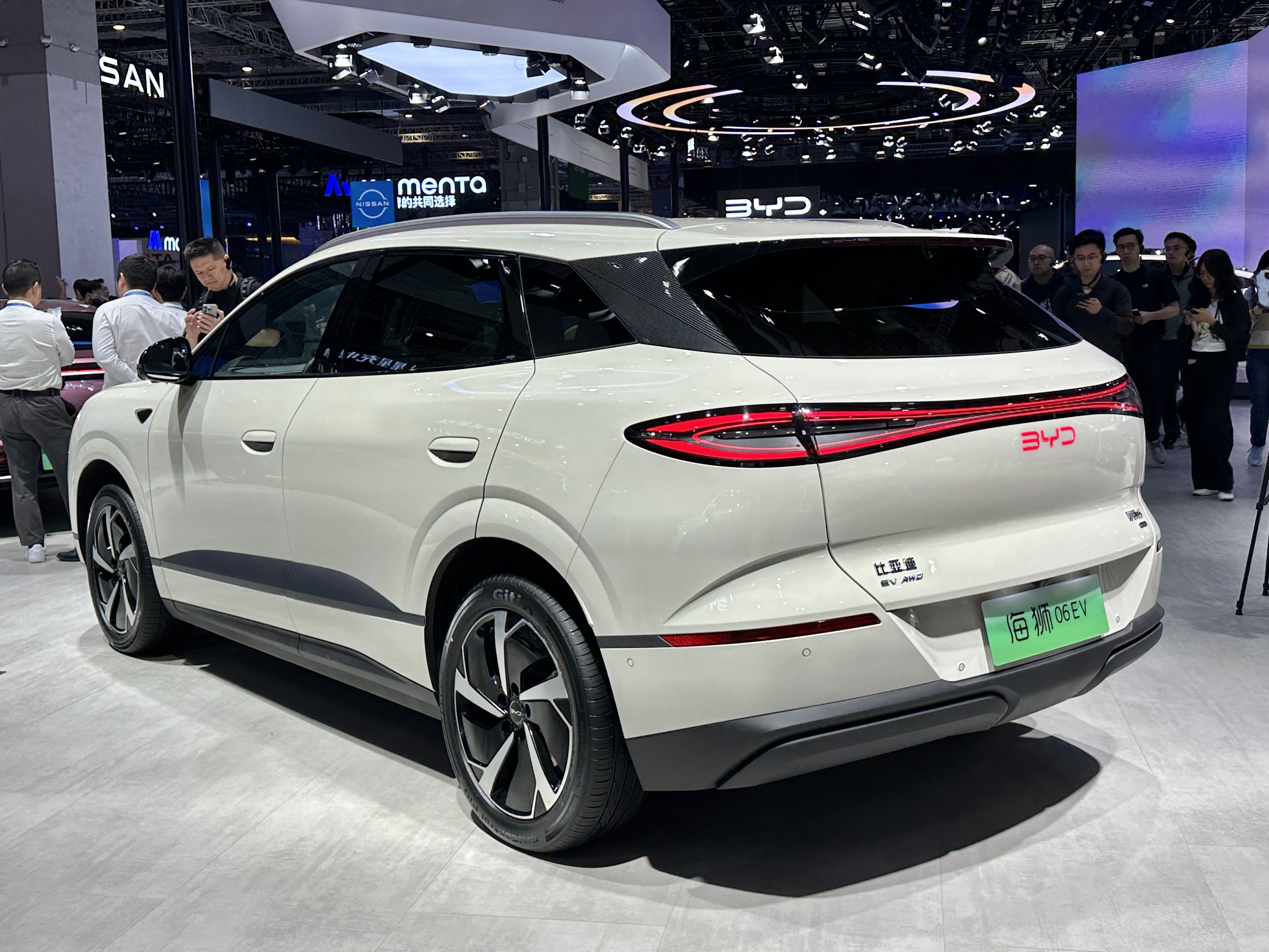
Вид сзади

BYD Sealion 06 (кит. трад. 比亚迪海獅06, пиньинь Bǐyǎdí Hǎishī 06) — среднеразмерный кроссовер, выпускаемый с 2025 года китайской компанией BYD Auto.

## Описание
BYD Sealion 06 дебютировал в апреле 2025 года на Шанхайском автосалоне. Гибридные автомобили получили индекс DM-i, а электромобили — EV.
Sealion 06 является частью семейства Sealion (海狮; Hǎishī) в модельном ряду автомобилей серии Ocean, которые распространяются через дилерские центры Ocean Network в Китае. Производство намечено на 3 квартал 2025 года.

## Технические характеристики
Гибридные автомобили, получившие индекс BYD Sealion 06 DM-i, базируются на платформе DM-i 5.0, в то время как электромобили, получившие индекс BYD Sealion 06 EV, базируются на платформе e-Platform 3.0 Evo. Автомобили оснащаются электродвигателями и 1,5-литровым рядным четырёхцилиндровым двигателем внутреннего сгорания BYD476QC.